# Schwebebalken

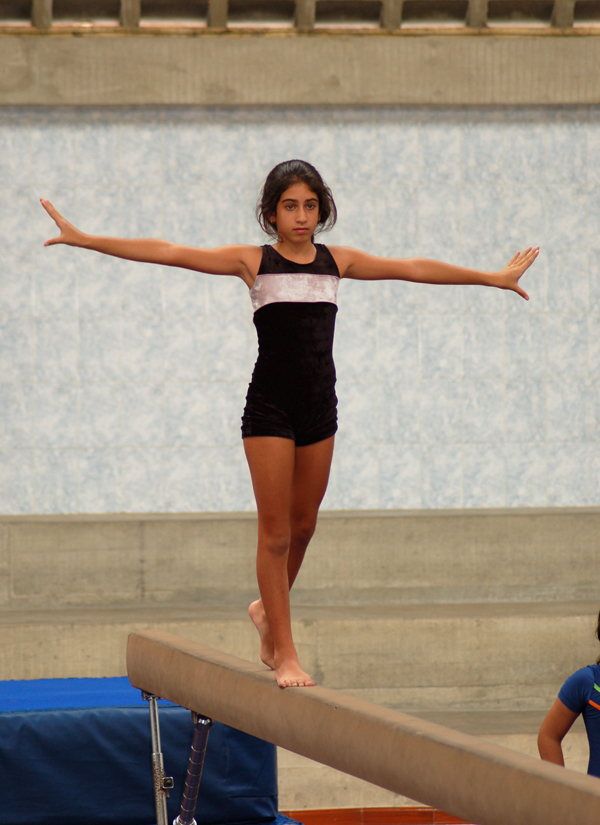
Mädchen auf dem Schwebebalken

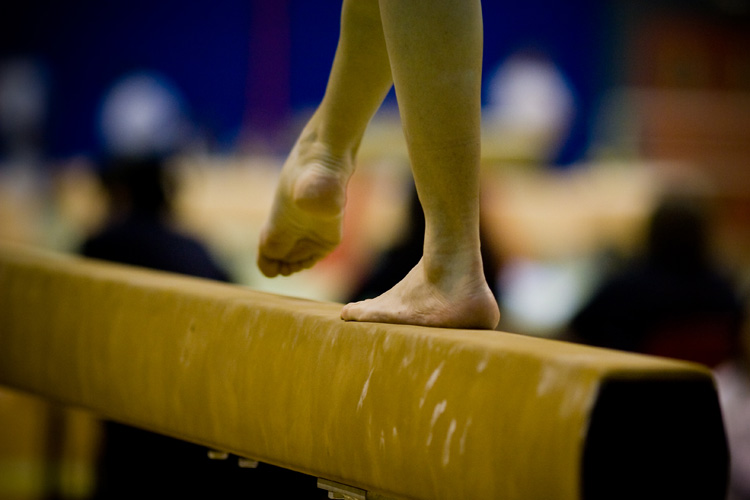
Schwebebalken

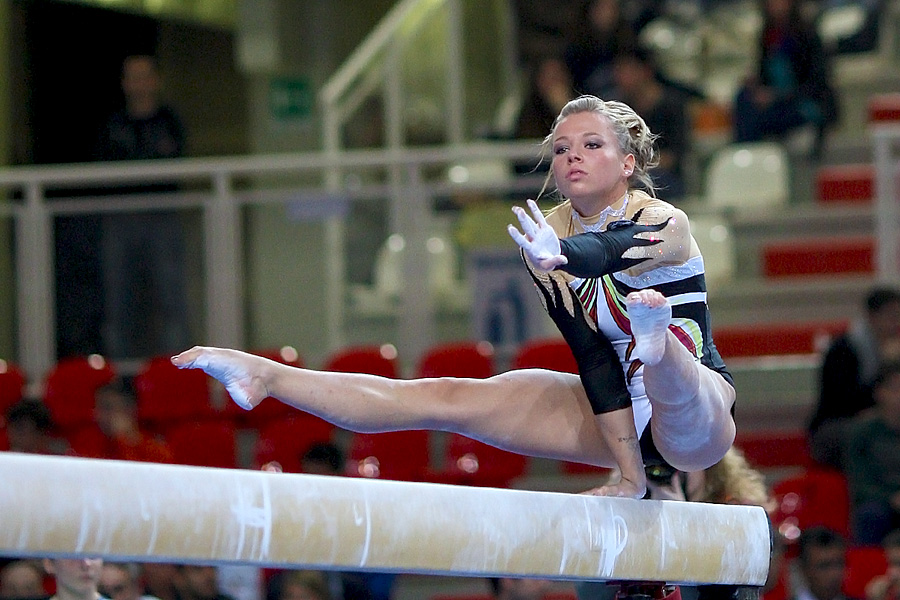
Dorina Böczögő (2012)

Der Schwebebalken ist ein Sportgerät der Frauen im Gerätturnen, auch für den Mehrkampf. Er besteht aus einem 5 m langen und 10 cm breiten Holzbalken (teilweise kommen auch andere Materialien vor), der sich auf Stützen bis zu 1,2 m über dem Boden befindet. Turnen auf dem Schwebebalken ist seit dem Jahr 1936 eine olympische Disziplin.
Typische Turnübungen auf dem Schwebebalken sind Sprünge, Halteteile, Überschläge vorwärts und rückwärts sowie Drehungen. Insbesondere Flickflack, Salto vorwärts und rückwärts, Rondat sowie Handstand-Drehungen gehören zum Repertoire moderner Übungen am Schwebebalken.

## Materialien
Der Korpus besteht bei modernen Wettkampfgeräten aus einem verwindungsfreien Leichtmetallprofil, der mit einem Vliesbezug ummantelt und gepolstert ist. Die Balkenenden sind zusätzlich mit Schaum besetzt, um Verletzungen beim Abgang zu verhindern.
Günstigere Trainingsgeräte bestehen aus Nadelholz und sind mit rutschsicherem Vliesstoff überzogen.

## Wertung und Regeln
Die Endnote des Athleten wird von verschiedenen Faktoren der Vorführung bestimmt. Alle Elemente der Vorführung und die Fehler fließen in die Benotung durch die Kampfrichter mit ein.
Abzüge gibt es für alle Fehler, die während der Vorführung auf dem Schwebebalken gemacht werden, wie z. B. Schwächen bei der Ausführung und Körperkontrolle, Korrekturen der Balance (zittern, straucheln, wanken etc.), Vorführung von einfachen Techniken und schwache Ausführung.

## Olympiasiegerinnen am Schwebebalken
1936 und 1948 gab es lediglich einen Mannschaftsmehrkampf.
- 1952:  Nina Botscharowa
- 1956:  Ágnes Keleti
- 1960:  Eva Bosáková
- 1964:  Věra Čáslavská
- 1968:  Natalja Kutschinskaja
- 1972:  Olga Korbut
- 1976:  Nadia Comăneci
- 1980:  Nadia Comăneci
- 1984:  Ecaterina Szabó und  Simona Păuca
- 1988:  Daniela Silivaș
- 1992:  Tetjana Lyssenko
- 1996:  Shannon Miller
- 2000:  Liu Xuan
- 2004:  Cătălina Ponor
- 2008:  Shawn Johnson
- 2012:  Deng Linlin
- 2016:  Sanne Wevers
- 2021:  Guan Chenchen
- 2024:  Alice D’Amato

## Schwebebalken beim Feuerwehrsport

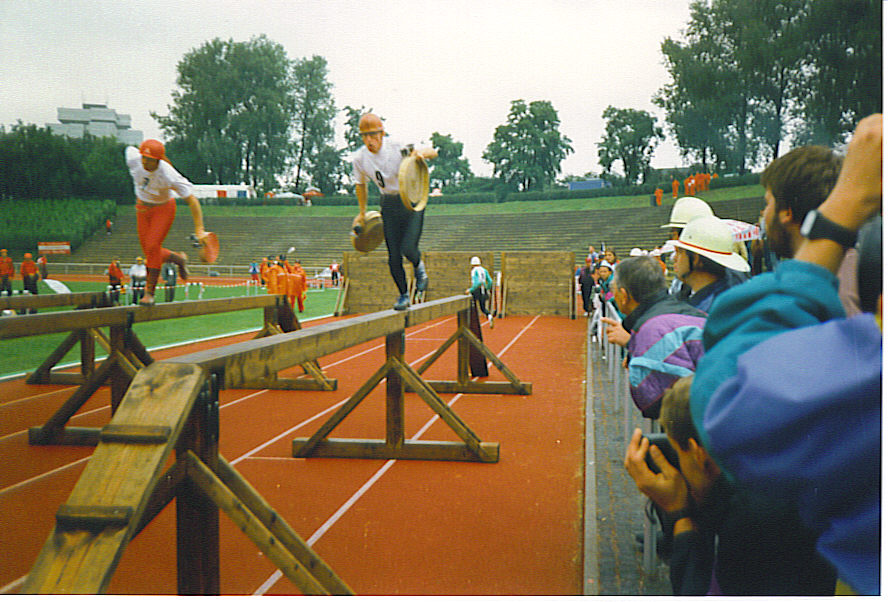
X. Internationale Feuerwehrsportwettkämpfe des CTIF 1993 in Berlin, Disziplin 100-Meter-Hindernislauf – Freiwillige Feuerwehren

Bei den Disziplinen 100-Meter-Hindernislauf und 4×100-Meter-Feuerwehrstafette beim Feuerwehrsport ist der Schwebebalken eines der Hindernisse. Der Sportler hat bei Wettkämpfen der Feuerwehr diesen Balken, der 120 Zentimeter hoch, 18 Zentimeter breit und acht Meter lang ist, schnellstmöglich zu überwinden.